# 薩克森-威瑪的瑪麗亞
薩克森-威瑪的瑪麗亞（德語：Maria von Sachsen-Weimar，1571年10月7日—1610年3月7日），薩克森-威瑪公爵約翰·威廉的女兒，母親是普法爾茨-錫門的多蘿西亞·蘇珊。

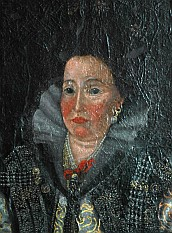

1601年起，瑪麗亞擔任奎德林堡修道院女院長，1610年去世。